# Molí de formigues

Exemple d'un molí de formigues

Un molí de formigues és un fenomen observat quan un grup de formigues legionàries se separa del grup principal i perd la pista de feromones, llavors les formigues comencen a seguir-se unes a les altres tot formant un cercle en rotació contínua. Aquest cercle acostuma a rebre el nom de d'espiral de la mort perquè les formigues podrien arribar a morir d'extenuació. Ha estat reproduït en laboratoris i en simulacions de colònies de formigues. El fenomen és un efecte secundari de l'estructura autoorganitzada de les colònies de formigues. Com que cada formiga segueix la formiga que hi ha davant seu, això funciona fins que hi ha algun problema, típicament per causes mediambientals, i es forma el molí.
El molí de formigues fou descrit per primer cop el 1921 per William Beebe, que va observar un molí de 370 m de circumferència. Cada formiga tardava dues hores i mitja en fer una volta. Fenòmens similars han estat observats en grups d'erugues processionàries i peixos.
El fenomen és la font d'inspiració de la cançó "Spiral of ants" de Lemon Demon.